# Daria Khaltourina
Daria Andreyevna Khaltourina, russo:Дáрья Андрéевна Халтýрина (Chelyabinsk, 4 gennaio 1979), è una sociologa, antropologa, economista e demografa russa, a capo del Gruppo per il monitoraggio dei rischi globali e regionali dell'Accademia russa delle scienze, co-presidente della Coalizione russa per il controllo dell'alcol  e della Coalizione russa per il controllo del tabacco. Nel 2006 è stata insignita del premio della Russian Science Support Foundation nella categoria "Migliori economisti dell'Accademia russa delle scienze".

## Biografia
Nel 2001 si è laureata in Studi Culturali presso l'Università Statale Russa per le Scienze Umanistiche (RSUH).. Nel 2003 ha discusso la tesi di laurea specializzandosi in "Etnologia, Etnografia, Antropologia" presso l'Istituto di Studi Africani dell'Accademia Russa delle Scienze. L'argomento della sua tesi di dottorato è "Musulmani di Mosca: il livello di tolleranza etno-confessionale; sulla base dei materiali di un'indagine nelle moschee". Dal 2001 al 2012 ha lavorato come ricercatrice presso il Centro per gli studi di civiltà e regionali dell'Istituto per gli studi africani dell'Accademia russa delle scienze, nonché presso l'Accademia presidenziale russa della pubblica amministrazione e la Scuola superiore di economia. Dal 2017 è capo del Dipartimento per la prevenzione dei fattori di rischio presso l'Istituto centrale di ricerca per l'assistenza sanitaria del Ministero della Salute della Federazione Russa.

## Attività scientifica
Daria Khalturina è impegnata in attività di ricerca nel campo della sociologia, dell'antropologia sociale e culturale, della demografia, della salute pubblica, delle relazioni interetniche e interculturali, del mondo islamico, del Sub-Africa; le tendenze attuali nello sviluppo mondiale; della crisi demografica russa, l'alcol e il tabacco come fattori di supermortalità russa. Ha partecipato alla spedizione dell'Istituto di Studi Africani dell'Accademia Russa delle Scienze nella Repubblica Unita di Tanzania.
Come demografa, ha ripetutamente fornito una valutazione della situazione demografica in Russia, in particolare per quanto riguarda la mortalità. Ha stimato la perdita della popolazione della Russia a causa del consumo di alcol a mezzo milione di persone all'anno. Ha anche parlato di migrazione e capitale di maternità.
Nel 2018, uno studio di Daria Khalturina insieme ad altri (Andrey Korotayev, Kira Meshcherina, Elena Zamiatnina) è stato pubblicato sulla rivista scientifica di Oxford Alcohol and Alcoholism. I risultati hanno mostrato che l'alcol forte è la principale causa di morte per gli uomini in età lavorativa in Russia. Questo studio ha causato un'ampia risonanza nella società e ha attirato l'attenzione di un certo numero di media.
Daria Khalturina è anche impegnata nella ricerca nel campo dell'estensione della vita in buona salute. Nel 2015, lei e i suoi coautori hanno pubblicato un libro sulla prevenzione dell'invecchiamento.
Il 19 aprile 2020 ha valutato il possibile impatto della pandemia di COVID-19 sulla situazione demografica in Russia: "Durante il primo anno dopo la quarantena, c'è spesso un'impennata del tasso di natalità. (…) Presumo un calo a breve termine del tasso di natalità, seguito da un'impennata". Allo stesso tempo, ha osservato che la mortalità associata al consumo di alcol può aumentare: "Sono molto preoccupata per l'aumento del consumo di alcol. Molte persone acquistano alcol per la disinfezione e non tutti lo usano per lo scopo previsto. Temo un aumento della mortalità per alcol".

## Opere selezionate
Ha scritto più di 120 pubblicazioni accademiche. Tra cui:
- Introduction to Social Macrodynamics (KomKniga/URSS, 2006, con Andréi Korotáyev e Artemi Malkov).
- Халтурина Д. А., Коротаев А. В. Русский крест: Факторы, механизмы и пути преодоления демографического кризиса в России. — М.: КомКнига/URSS, 2006.
- Халтурина Д. А. Мусульмане Москвы. Факторы религиозной толерантности (по материалам опроса в мечетях). — М.: ЦЦРИ РАН, 2007. ISBN 978-5-91298-015-2

Tra gli articoli più importanti:
- "Concepts of Culture in Cross-National and Cross-Cultural Perspectives" (World Cultures 12, 2001)
- "Methods of Cross-Cultural Research and Modern Anthropology" (Etnograficheskoe obozrenie 5, 2002)
- Daria Jaltúrina, Andréi Korotáyev & William Divale, "A Corrected Version of the Standard Cross-Cultural Sample Database" (World Cultures 13/1, 2002)
- Russian Demographic Crisis in Cross-National Perspective. Russia and Globalization: Identity, Security, and Society in an Era of Change. Ed. by D. W. Blum. Baltimore, MD: Johns Hopkins University Press, 2008 p. 37-78
- Jaltúrina, D. A., & Korotáyev, A. V. Potential for alcohol policy to decrease the mortality crisis in Russia, Evaluation & the Health Professions, vol. 31, no. 3, Sep 2008. pp. 272–281
- A Trap At The Escape From The Trap? Demographic-Structural Factors of Political Instability in Modern Africa and West Asia. Cliodynamics 2/2 (2011): 1–28 (con Andréi Korotáyev e altri).